# Kärrkantarell
Kärrkantarell (Arrhenia lobata) är en lavart som först beskrevs av Christiaan Hendrik Persoon, och fick sitt nu gällande namn av Kühner & Lamoure ex Redhead 1984. Enligt Catalogue of Life ingår Kärrkantarell i släktet Arrhenia,  och familjen Tricholomataceae, men enligt Dyntaxa är tillhörigheten istället släktet Arrhenia,  och familjen trådklubbor. Arten är reproducerande i Sverige. Inga underarter finns listade i Catalogue of Life.